# Нуно, Хайме
Хайме Нуно Рока (исп. Jaime Nunó Roca ; 8 сентября 1824, Сан-Жоан-де-лес-Абадессес, провинция Жирона, Каталония, Испания — 18 июля 1908, Нью-Йорк, США) — испанский композитор и дирижёр, автор музыки государственного гимна Мексики.

## Биография

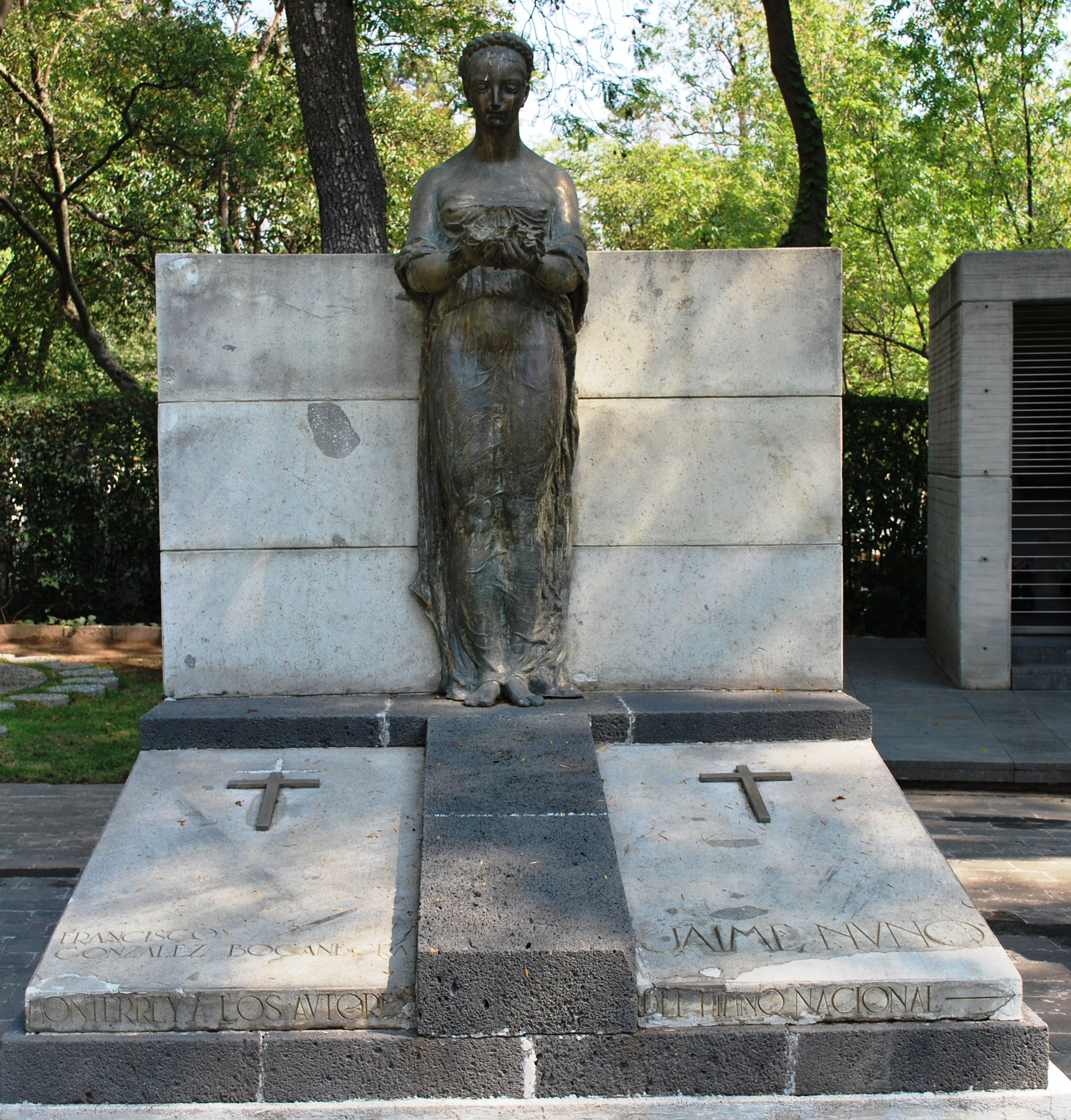
Могилы авторов гимна Мексики поэта Франсиско Гонсалеса Боканегра и композитора Хайме Нуно в Мехико

Родился в бедной семье и был самым младшим из семи детей. В девятилетнем возрасте остался полным сиротой. Воспитывался в семье дяди, торговца шёлком в Барселоне, который оплатил музыкальное образование племянника. Ещё в детском возрасте был чрезвычайно одаренным в музыке, принятый в Барселонский собор, пел в хоре, вскоре стал виртуозным солистом. Нуно провёл в хоре собора семь лет, где, кроме пения, также играл на органе.
Получив специальную стипендию, продолжил обучение под руководством композитора Саверио Меркаданте в Италии.
Вернувшись на родину в 1851 году Хайме Нуно был назначен директором Королевского военного оркестра Испании. Вскоре ему поручили организовать региональные военные оркестры на Кубе, бывшей тогда испанским владением.
Со своим оркестром он отправился на Кубу. Там Нуно подружился с Мануэлем Конча, губернатором и капитан-генералом Кубы, который познакомил его с бывшим президентом Мексики Антонио Лопеса де Санта-Анну, изгнанным из страны. Они также подружились, Хайме Нуно во всём поддерживал изгнанника.
Когда Антонио де Санта-Анну вернулся в Мексику в 1853 году, чтобы вновь занять пост президента, он пригласил Хайме Нуно возглавить в качестве генерального директора военные оркестры Мексики. Его приезд совпал с объявлением конкурса на создание мексиканского национального гимна. В апреле 1854 года стал директором Национальной консерватории Мексики.
После свержения президента Антонио Лопеса де Санта-Анну Хайме Нуно эмигрировал сперва в Гавану (Куба), а затем в США, где работал дирижёром и оперным режиссёром, гастролировал по штатам. Основал музыкальную школу в Буффало.
Проживая в Нью-Йорке, он был найден мексиканским журналистом в 1901 году. Когда эта новость достигла Мексики, действующий тогда президент Порфирио Диас предложил ему вернуться в Мексику, композитор принял приглашение. Вернувшись, он был встречен с почестями в связи с 50-летием создания национального гимна Мексики, одним из авторов которого он был.
Умер в Нью-Йорке 18 июля 1908 года. В 1942 году по указанию мексиканского правительства его останки были эксгумированы и захоронены в Ротонде выдающихся деятелей на территории Гражданского Пантеона Долорес в Мехико рядом с поэтом, автором текстагосударственного гимна Мексики Франсиско Гонсалесом Боканегра.

## История создания гимна Мексики
В 1853 году президент Мексики Антонио Лопес де Санта-Анна объявил конкурс на создание стихов и музыки государственного гимна страны (по отдельности). Победителем конкурса на лучший текст стал 29-летний поэт Франсиско Гонсалес Боканегра.
Тогда же, был объявлен и победитель в музыкальном конкурсе — работавший в это время в Мексике итальянский музыкант Джованни Боттезини; однако музыка Боттезини вызвала у многих отторжение, и в правилах конкурса был найден предлог для того, чтобы отменить его результат. В 1854 году был проведён повторный конкурс, выигранный испанским дирижёром и композитором Хайме Нуно, который объявлен победителем 12 августа 1854 года.